# Miertekjaure
Miertekjaure (även Mierdekjavrre) är en sjö i Jokkmokks kommun i Lappland och ingår i Luleälvens huvudavrinningsområde. Sjön har en area på 0,634 kvadratkilometer och ligger 300,9 meter över havet. Miertekjaure ligger i Pärlälvens fjällurskog Natura 2000-område.

## Delavrinningsområde
Miertekjaure ingår i det delavrinningsområde (743019-158137) som SMHI kallar för Utloppet av Miertekjaure. Medelhöjden är 437 meter över havet och ytan är 4,93 kvadratkilometer. Det finns inga avrinningsområden uppströms utan avrinningsområdet är högsta punkten. Vattendraget som avvattnar avrinningsområdet har biflödesordning 3, vilket innebär att vattnet flödar genom totalt 3 vattendrag innan det når havet efter 299 kilometer. Avrinningsområdet består mestadels av skog (72 procent). Avrinningsområdet har 0,63 kvadratkilometer vattenytor vilket ger det en sjöprocent på 12,7 procent.